# كوينوبوري

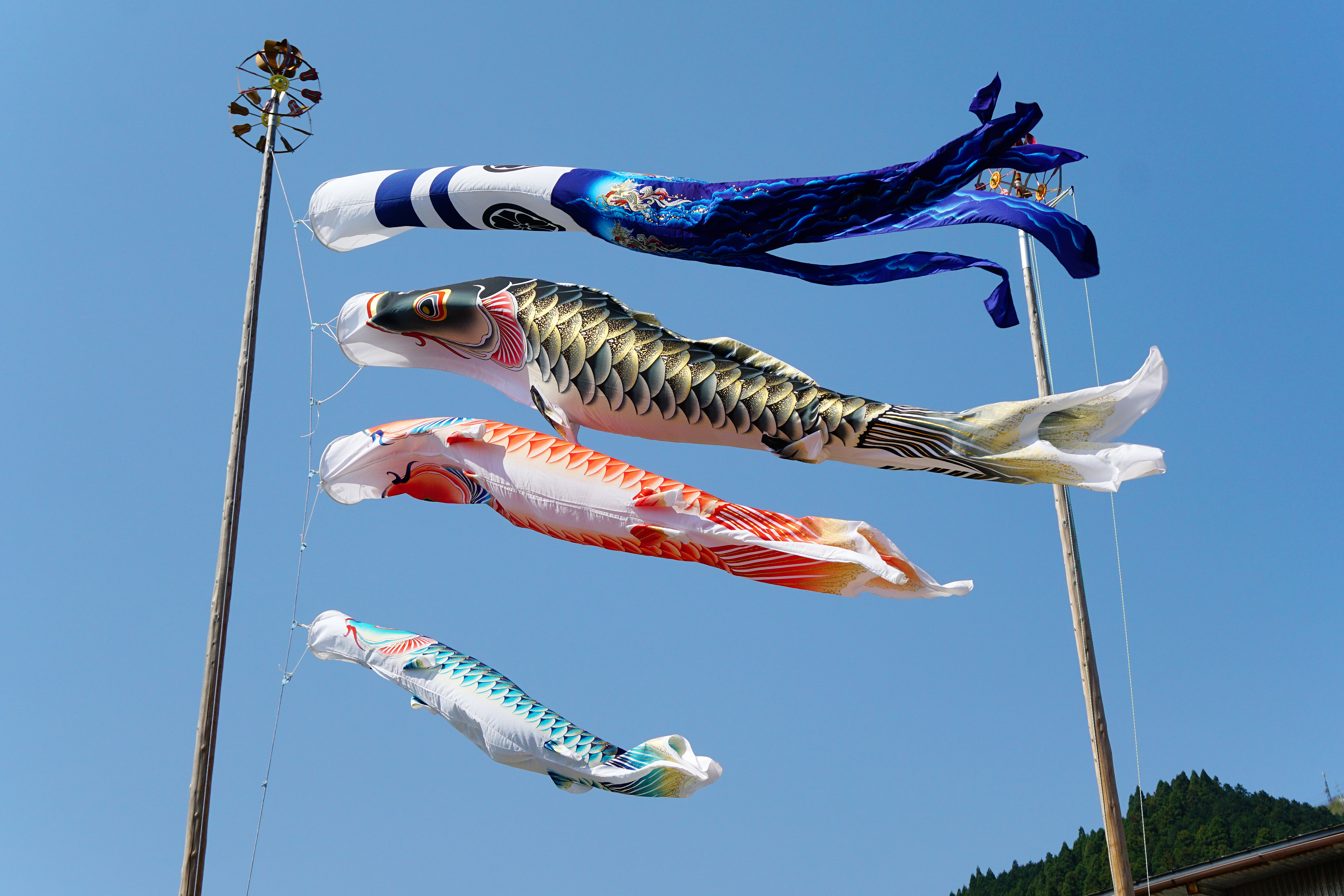
كوينوبوري في مدينة تشيزو، محافظة توتوري.

كوينوبوري (باليابانية:鯉のぼり) وتعني (راية الشبوط) وهي رآيات تقليدية على شكل كم الرياح تستعمل في اليابان وتحديداً في مهرجان «تانغو نو سيككو؛ 端午の節句» والذي أصبح عطلة وطنية رسمية مع تغيير إسمه إلى «كودومو نو هي؛ 子供の日»  وتعني يوم الطفل، تصنع هذه الاكمام عن طريق رسم أشكال لسمك الشبوط على الورق، القماش أو الالياف المحاكة مما يسمح لها بالتحرك حسب اتجاه الرياح، كما يطلق عليها «ساتسوكي-نوبوري؛ 皐のぼり».

يحتفل اليابانيين بيوم الطفل في «5 مايو» من كل عام ويوافق اليوم الاخير من عطلة الاسبوع الذهبي أكبر عطلة رسمية في اليابان حيث تتوقف الأعمال من 9 إلى 10 أيام ويتم تعليق الزينة من ضمنها كوينوبوري ابتداءً من شهر أبريل وحتى يوم الاحتفال الذي يقام لغرض تمني المستقبل الزاهر والنمو الصحي للأطفال كافة.

## الوصف

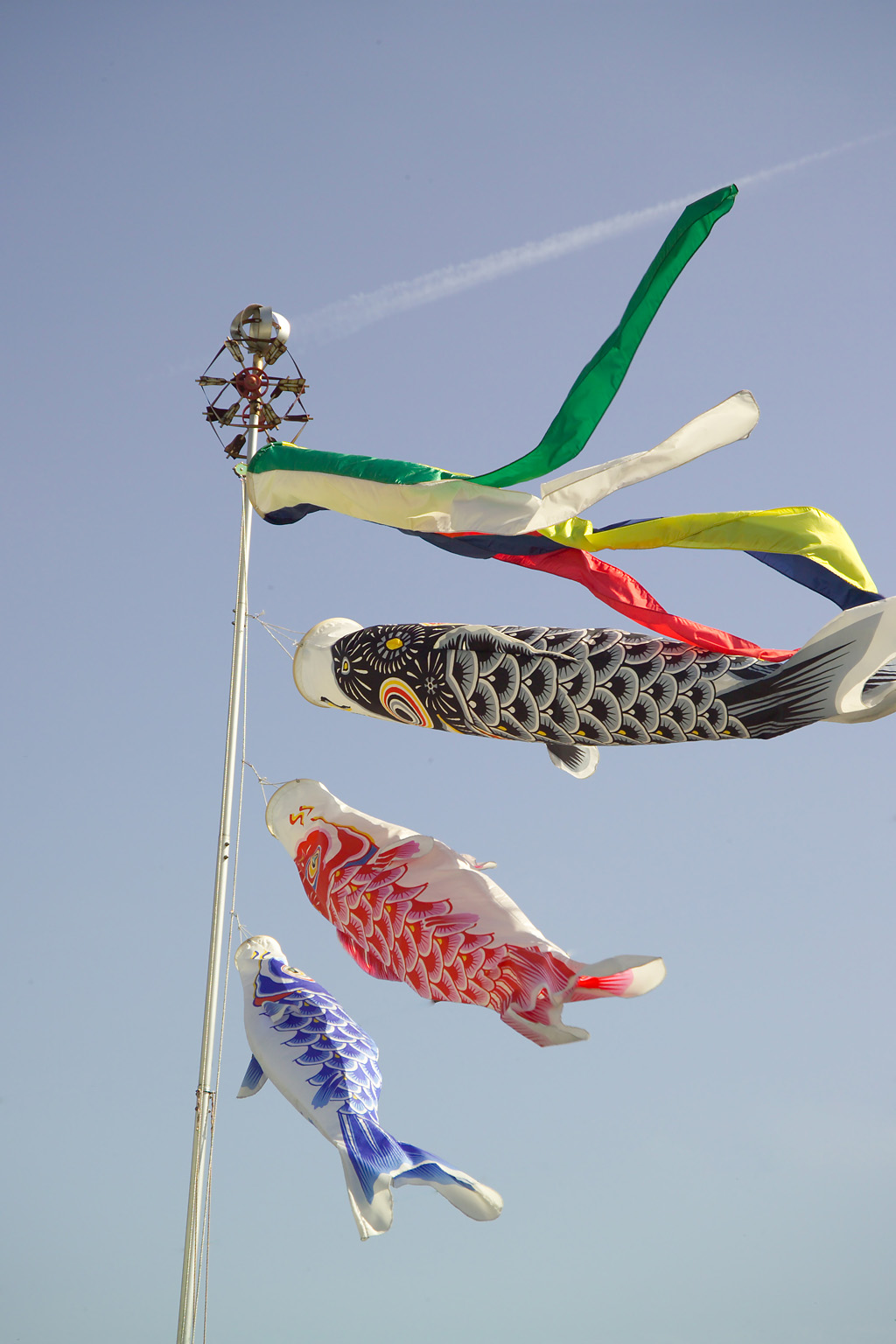
ترتيب الكوينوبوري.

تتكون الكوينوبوري التقليدية من زوج من دواليب الاسهم توضع اعلى العمود تسمى «ياغوروما؛ 矢車»، مع دوارة رياح بشكل كرة، تليها راية التنين الطائر والتي تكون مشابهة لكم الرياح، ثم عدد من رايات الشبوط أو الكوينوبوري والتي تتحرك مع حركة واتجاه الرياح.
سابقاً عندما كان المهرجان مخصص لصبية الذكور فقط كانت تمثل أول راية والتي تكون أكبر حجماً وسوداء اللون ترمز للأب تليها راية اصغر حمراء اللون تمثل الابن الأكبر، وحسب المتحف الوطني الأمريكي الياباني، من الممكن أن تضاف اسماك أخرى زرقاء أو خضراء يعتمد هذا على عدد الأبناء كما قد يتغير ترتيب الالوان من منطقة إلى أخرى في اليابان، لكن بعد تغيير الحكومة للمهرجان من يوم الصبية إلى يوم الطفل الذي يمثل الأطفال الذكور والإناث أصبحت السمكة الحمراء ترمز للأم والامر مشابه مع باقي افراد العائلة حيث تختلف الالوان والاحجام حسب نوع الطفل وتسلسله العمري في الاسرة.
في الوقت الحالي أصبحت الرايات تعلق فوق المنازل التي تحتوي أطفال حيث ترمز السمكة السوداء الكبيرة إلى الاب تليها الحمراء (أو وردية) للأم ثم للابناء اسماك مختلفة اللون وحجمها يتباين حسب تسلسلهم العمري.

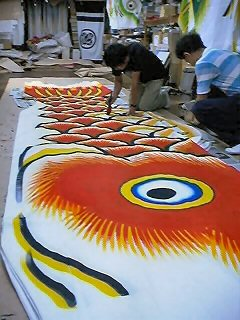
صناعة الكوينوبوري يدوياً.

يختلف قياس الكوينوبوري من عدة سنتيمرات إلى عدة امتار طولاً، وفي عام 1988 تمت صناعة أكبر راية بطول 100 متر ووزن 350 كيلوغرام في مدينة كازو ضمن محافظة سايتاما.

## تاريخياً
حسب المتحف الوطني الأمريكي الياباني، فقد تم اختيار سمك الشبوط بالأخص للاحتفال بيوم الصبية (سابقاً) لان«اليابانيين يؤمنون بأنها أكثر الأسماء حماسية وهي مليئة بالطاقة والقوة التي تمكنها من مجابهة طريقها في الماء عكس التيارات والشلالات، بسبب قوتها وعزمها يمكنها التغلب على جميع العقبات، إنها تمثل الشجاعة والقدرة على تحقيق الاهداف الكبيرة. ولأن هذه هي الصفات المرغوبة للصبية، فقد اعتمدتها العائلات كتقليد كوينوبوري في منازلهم لتكريم ابنائهم»، كما انها تشير إلى أسطورة قديمة تعود إلى أسرة هان حول سمكة شبوط ذهبية سبحت وتسلقت شلال في نهاية النهر الاصفر واصبحت تنيناً.

أما فيما يخص يوم الطفل فهناك نظريات كثيرة تختلف في أصله، أحد المصادر يذكر «بأن يوم الصبية حالية يوم الطفل تقليد يتم الاحتفال به منذ أكثر من 700 عام لكن لا أحد يعلم كيف ومتى بدأ»، يقول مصدر آخر بأنه «بدأ في عام 1282 كاحتفال بفوز محاربي الساموراي في معركة ضد غزاة»، بينما مجتمع أطفال اسيا يملك نظرية مختلفة تقول «حتى 5 مايو عام 1948 كان يسمى هذا المهرجان تانغو نو سيككو ويقام على شرف الصبية الذكور فقط، بينما كان هناك عطلة مختلفة تسمى 'يوم الدمى؛ هيناماتسوري' تقام على شرف الفتيات في يوم 3 مارس، حتى الآن لا تزال الفتيات تستلم الفتيات الدمى من الامهات والجدات» مما يقود إلى حقيقة توحيد أيام الاعياد في يوم واحد لكن مع هذا «لاتزال الكثير من العائلات تعتبر الخامس من مايو هو مهرجان للصبية، ويقابله الثالث من مارس مهرجاناً للفتيات ويرون بأنه ليس من الضروري دمجهم في يوم واحد»، لكن لايعلم احداً متى بدأ الاحتفال بيوم الطفل.

## أغنية كوينوبوري
عام 1932 نشرت أغنية كوينوبوري في «كتاب الاغاني المصور؛ Ehon shōka haru no maki» من كتابة مياكو كوندو وأصبحت أشهر أغنية يردهها الأطفال وعائلاتهم في هذا المهرجان ونصها:
| الترجمة العربية                                                                                                  | روماجي                                                                                              | باليابانية (كانجي)                                                                       |
| --- | --------------------------------------------------------------------------------------------------- | ---------------------------------------------------------------------------------------- |
| حيث تكون الكوينوبوري أعلى من أسطح المنازل الشبوط الكبير هو الأب الشبوط الاصغر هو الاطفال يبدو انها تسبح بإستمتاع | yane yori takai koinobori ōkii magoi wa otōsan chiisai higoi wa kodomo-tachi omoshirosō ni oyoideru | 屋根より 高い 鯉のぼり 大きい 真鯉は お父さん 小さい 緋鯉は 子供たち 面白そうに 泳いでる |

## اقرأ أيضاً
- فلكلور ياباني
- مهرجان قوارب التنين
- قائمة العطل الرسمية في اليابان